# Самніти

Області Італії у 400 до н. е.. Розселення самнітів позначене темно-зеленим

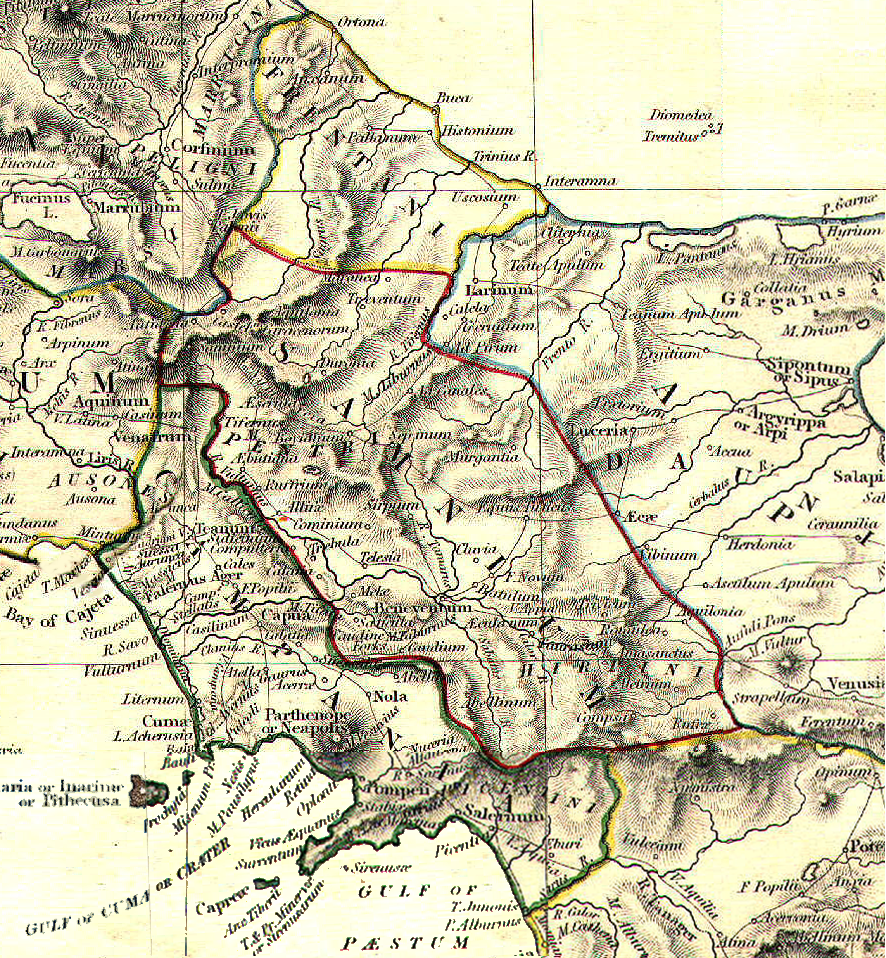
Територія самнітів

Самні́ти (лат. Samnites) — давньоітальські гірські племена, що займалися переважно скотарством.
Первісна територія розселення — область Самній у горах Середньої Італії на південь від Лаціо на межі з Кампанією й Апулією. У V столітті до н. е. частина самнітів осіла на заході і південному заході Апеннінського півострова. Змішалися з місцевим населенням, відтоді вони відомі під назвами лукани, кампанці, бруттії.
У другій половині IV — на початку III століття до н. е. вели війни з Римом, які завершилися їх підкоренням. Самніти підтримували полководців Пірра і Ганнібала в боротьбі проти Риму. Проте були майже повністю винищені римським полководцем Суллою у I столітті до н. е.